# Myrkgrav
Myrkgrav é uma banda de black metal, folk metal e viking metal de Ringerike, Noruega. Foi fundada como projeto solo de Lars Jensen, no ano de 2003. Em 2004 foi lançada a primeira demo, chamada Fra Fjellheimen Kaller.... O primeiro álbum, Trollskau, Skrømt og Kølabrenning, foi lançado 27 de outubro de 2006. As letras são sobre a história local, a mitologia nórdica e o folclore de Ringerike, Lommedalen, e Hole, do século XVII ao século XIX. As letras são cantadas no dialeto local do norueguês.

## Formação
| Lars Jensen         | Vocal, Guitarra, teclado, Baixo, bateria, Flauta, Hardingfele |
| Músicos de sessão   |                                                               |
| Stine Ross Idsø     | Hardingfele (desde 2008)                                      |
| Olav Mjelva         | Hardingfele (desde 2008)                                      |
| Músicos convidados  |                                                               |
| Aleksandra Rajković | Teclado                                                       |
| Erlend Antonsen     | Baixo                                                         |
| Espen Hammer        | Baixo (em Trollskau, Skrømt og Kølabrenning)                  |
| Benita Eriksdatter  | Vocal (em Gygra og St. Olav)                                  |
| Sindre Nedland      | Vocais limpos (em Trollskau, Skrømt og Kølabrenning)          |

## Discografia
- Fra Fjellheimen Kaller... (demo) - 2004
- Trollskau, Skrømt og Kølabrenning - 2006
- Sjuguttmyra/Ferden Går Videre (split lançado em conjunto com Voluspa) - 2011